# Gerblinghausen
Gerblinghausen ist ein Ortsteil der Gemeinde Oberhaching im oberbayerischen Landkreis München.

## Lage
Das Dorf liegt etwa eineinhalb Kilometer südlich von Oberbiberg an der Staatsstraße 2368 zwischen Dietramszell und Oberhaching.

## Geschichte
Im 11. Jahrhundert ist die Siedlung als Kerwentilshusa urkundlich genannt. Es liegt der bajuwarische Personenname Kerwentil ("Ger": Speer, "wentil": Wender, Werfer) zugrunde.
Bei der Gemeindebildung nach dem Gemeindeedikt von 1808 kam Gerblinghausen zur Gemeinde Oberbiberg. Mit dieser wurde es am 1. Mai 1978 nach Oberhaching eingemeindet.

## Ortsbild
Das Ortsbild von Gerblinghausen ist geprägt durch mehrere relativ dicht beieinander liegende Bauernhöfe, die großenteils noch dem Ackerbau und der Viehzucht dienen. Nördlich des Ortes liegt ein Westernreitgelände mit Reitplatz, Reithalle und Round-Pen.

## Sehenswürdigkeiten
- Hofkapelle
- Historische Wegweiser